# Батик (Молдова)
Батик (рум. Batîc) — село в Аненій-Нойському районі Молдови. Входить до складу комуни, адміністративним центром якої є село Джамена.

## Населення
За даними перепису населення 2004 року у селі проживали 32 особи.
Національний склад населення села:
| Національність | Кількість осіб | Відсоток |
| -------------- | -------------- | -------- |
| молдавани      | 12             | 37,5 %   |
| українці       | 10             | 31,3 %   |
| росіяни        | 10             | 31,3 %   |
| Всього         | 32             | 100 %    |